# The Sea of Monsters: The Graphic Novel
The Sea of Monsters: The Graphic Novel (no Brasil, O Mar de Monstros: Graphic Novel), é o segundo livro da série graphic novel de Percy Jackson & os Olimpianos. 
É adaptado do livro best-seller de Rick Riordan, O Mar de Monstros. Originalmente, a adaptação seria lançada em janeiro de 2013 nos EUA, mas esta data foi adiada para 2 de julho de 2013. No Brasil, foi lançado em 16 de julho de 2013.
O livro, foi adaptado por Robert Venditti, colorido por Tamás Gaspar, e a arte foi feita por Attila Futaki.

## Antecedentes
Em 12 de outubro de 2010, foi lançada nos EUA, uma versão em estilo de história em quadrinhos do livro O Ladrão de Raios de Rick Riordan. A adaptação foi feita por Robert Venditti e produzida pela editora americana Disney Hyperion (que também lançou a série Percy Jackson original)
Foi lançada no Brasil em 17 de agosto de 2011, pela Editora Intrínseca.

## Sinopse
O ano de Percy foi surpreendentemente calmo. Nenhum monstro que colocasse os pés no campus de sua escola, nenhum acidente esquisito, nenhuma briga na sala de aula. Mas quando um inocente jogo de queimado entre ele e seus colegas torna-se uma disputa mortal contra uma tenebrosa gangue de gigantes canibais, as coisas ficam, digamos, feias. E a inesperada chagada de sua amiga Annabeth traz outras más notícias: as fronteiras mágicas que protegem o Acampamento Meio-Sangue foram envenenadas por um inimigo misterioso, e, a menos que um antídoto seja encontrado, o único porto seguro dos semideuses será destruído. Percy e seus amigos precisam se aventurar no Mar de Monstros para salvar o acampamento dos meios-sangues. Antes, porém, nosso herói entrará em confronto com um mistério atordoante sobre sua família — algo que o fará questionar se ser filho de Poseidon é uma honra ou uma terrível maldição.

## Sequência
O terceiro livro da série graphic novel de Percy Jackson & os Olimpianos — The Titan's Curse: The Graphic Novel — será adaptado por Robert Venditti do livro best-seller de Rick Riordan, A Maldição do Titã. 
O livro, tem data de lançamento marcada para 8 de outubro de 2013 nos Estados Unidos, mesmo dia em que A Casa de Hades — quarto livro da série Os Heróis do Olimpo — será lançado..